# ファイト!!
ファイト!!は、1991年10月25日に森高千里が発表した彼女自身14枚目のシングルCDである。CDコードはWPDL-4267。

## 概要
- 1991年バレーボールワールドカップのイメージソングに起用された楽曲。「ファイト!!」は翌年リリースされたアルバム「ROCK ALIVE」にも収録されているが、シングルとは別音源である。
- 2004年10月13日放送の『速報!歌の大辞テン』でこの曲が平成3年10月の9位にランクインし、取り上げられた際には、元全日本バレーボール女子代表で1991年バレーボールワールドカップにも出場した大林素子がVTR出演し、「自分達の応援ソング」「体がこの曲に合わせて動いてしまった」「当時の選手たちは"私の曲"と思っていた」と当時を振り返っていた。

## 収録曲
1. ファイト!!
  - 作詞：森高千里、作曲・編曲：高橋諭一
  - 1991年バレーボールワールドカップイメージソング
2. ひとり暮らし
  - 作詞：森高千里、作曲・編曲：斉藤英夫

## 演奏

### ファイト!!
- 森高千里：ヴォーカル
- 高橋諭一：キーボード、プログラム、アコースティックギター、コーラス
- 前嶋康明：アコースティックピアノ
- 松尾弘良：ギター

### ひとり暮らし
- 森高千里：ヴォーカル
- 斉藤英夫：プログラム、コーラス